# هورقلیا
هورقلیا از لحاظ لغوی ظاهراً از کلمه عبری «هبل قرنیم» گرفته شده که هبل به معنی هوای گرم و تنفس و بخار، و قرنیم به معنی درخشش و شعاع معنی تشعشع بخار است. از طرفی بعید به نظر می رسد که هورقلیا یک واژه عبری باشد و سهروردی که اغلب اصطلاح های حکم های پارسی را نقل کرده، برای این اصطلاح، به یک کلمه عبری بسنده کرده باشد. اساس استفاده در حکمت اشراق کاربرد واژه هایی از نور و آتش می باشد، چنان که در اصطلاح هورخش نیز سهروردی از نامواژه ای اوستایی «خورشید» بهره برده- و هور (Hvar) نیز که جزء نخست اصطلاح مورد نظر است، در اوستا به معنی خورشید و هرگاه به شکل «هور» (hur) در نظر داشته باشیم، نیز معنی خورشید مصطلح بوده است. این ترکیب بی گمان یک واژه پارسی است، چنانکه خورشید پایه و فلک خورشید در معتقدات قدیمی زرتشتی و حکمت پارسی وارد است. توصیف خورشید پایه به روشنی و درستی، تعریف هورقلیا است. البته جزء دوم نیز چندان از لحاظ واژه شناسی مجهول نیست.

## دیدگاه سهروردی
نخستین کسی که پس از اسلام این کلمه را استعمال کرده‌است تا آنجا که می‌دانیم شیخ اشراق، شهاب‌الدین یحیی سهروردی است.
سهروردی در کتاب حکمت اشراق خود می‌گوید:
پس درود باد بر گروهی که در شوق جهان نور و عشق جلال نورالانوار همچنان حیران و سرگردان و مست و از خود بی خبر اند، آنان که در مواجید و سرور خود تشبیه به افلاک سیارگان هفتگانه‌اند و در این امر عبرت و بصیرتی است، صاحبان خرد و دل را، و افلاک را سمعی بود که مشروط به آلت و عضو نبود، و بصری بود که مشروط به وجود چشم نبود و شمی بود که مشروط به عضو بینی نبود و وجود این‌گونه حواس برای افلاک از باب قاعده امکان اشرف واجب بود و خداوندان تجرید و کاملان در حکمت عملیه و علمیه را مقام خاصی بود که در آن مقام خود، توانند که به هر صورت که خواهند مثل معلقه را بیافرینند، پایدار به خود و این مقام «کن» بود و هر آن کس که این مقام را رویت کند به وجود جهان دیگر به جز جهان برزخ جسمانی یقین حاصل کند. به آن جهانی که در او مثل معلقه و ملائکه مدبره است؛ که عالم انور است ملائکه که مدبر این مثل اند و برای این مثل طلسم هایی جسمانی در این عالم اجسام برگیرد.

## دیدگاه دینانی
دینانی در کتاب خود این‌گونه می‌نویسد:
این عالم فراتر در ذهن و زبان شهاب‌الدین یحیی سهروردی، «ناکجا آباد» است زیرا هر گونه اشاره حسی و مکانی در مورد آن بی معناست. به عبارت دیگر این اصطلاح هرگونه تعین مادی را از آن عالم علوی سلب می‌کند و جایگاه آن را فراتر از عالم مثال، مدلل می‌سازد. شیخ اشراق در پایان حکمت الاشراق در بابی تحت عنوان فصل در احوال سالکان از اشراق پانزده نور بر جان سالکان سخن می‌گوید انواری که اولیاء پس از جدایی از کالبدهای جسمانی بر جانشان می‌تابد. تابش این انوار بر جان عاشقان و عارفان آنان را به ستیغ بلندی از معنا می‌رساند که سهروردی خود آن را اقلیم هشتم می‌نامد. «... نیل بدین انوار، غایات متوسطان در سیر و سلوک بود و گاه بود که این انوار آنان را بر گیرد و حمل کند و از این جهت، روی آب و هوا روند و گاه بود که آنان را با همراهی کالبدهای آنان به سوی آسمان برد تا به بعضی از بزرگان جهن بالا بپیوندند و این امور همه از احکام و خصوصیات اقلیم هشتم بود آن اقلیمی که جا بلقا و جابرسا در آن بود»

## دیدگاه قطب الدین شیرازی
قطب الدین شیرازی، در شرح خود بر حکمت الاشراق، شهرهایی چون جابلقا و جابلسا را از شهرهای عالم عناصر مثالی و هورقلیا را از شهرهای عالم افلاک مثالی می‌داند که پیامبر از آن سخن گفته‌است: «در مطارحات ذکر شده‌است که همه سالکان در امتهای گوناگون ثابت کرده‌اند این صداها، نغمات افلاک در مقابل جابلقا و جابلسا نیستند چرا که آن دو از شهرهای عالم عناصر مثالی اند بلکه در جایگاه هور قلیا هستند و این سومی دارای عجایب بسیاری است چرا که عالم افلاک مثالی است و کسانی بدان دست می‌یابند که برایشان روحانیات افلاک و آنچه که از صورتهای ملیح و صداهای نیکو وجود دارد، ظاهر می‌شود؛ بنابراین اقلیم هشتم، محل صور متعالی و قدسیه‌ای است که سالک با تزکیه و تجرید بدان دست می‌یابد.»

## دیدگاه هادی سبزواری
ملاهادی سبزواری نیز این کلمه را در مصنفات خود به کار برده: «هورقلیا هم عالمی است از عوالم که خداوند خلق فرموده‌است. مراد از آن عالم اجمالاً عالم امثال است یعنی عالم صور، اگرچه در مقام تفصیل، سماوات آن عالم را هورقلیا و ارض آن عالم را جابلقا و جابرسا می‌گوییم، ولی گاه در کلام حکما کل آن عالم را با جمیع مراتب عالم هورقلیا می‌گویند و گاه اقلیم هشتم می‌گویند به این مناسبت که حکما و علمای قدیم این زمین را بر هفت اقلیم و هفت قسمت قرار داده‌اند و عالم هورقلیا چون فوق این اقالیم است و از حدود ظاهر این اقالیم خارج است، اقلیم ثامنش می‌گویند…».
ملاهادی سبزواری در شرح اسماء حسنی آورده:
هرگاه خداوند متعال با اسم بصیر بر سالک مرتاض متجلی گردد اموری را می‌بیند که دیگران نمی‌بینند و هر گاه با اسم سمیع براو تجلی کند اموری را می‌شنود که دیگران نمی‌شنوند و این شنیدنی‌ها و دیدنی‌ها همه اش هورقلیائی است یعنی حقیقت دارد عینیت دارد و آشکار است و مشاعر ظاهری تابع آنهاست و پیچیده در زیر آن مشاعر نورانی است.
و در کتاب مبدأ و معاد این عبارات را دارد:
در معاد انسانهای متوسط به بدنهای مثالی منتقل می‌شوند که آن آبدان مناسب اخلاق و چگونگی‌های نفسانی آنهاست، سپس وارد عالم عنصری می‌شوند که درآن جابلقا و جابرصا تا هورقلیا افلاک عالم مثال می‌باشد.
همچنین دربارهٔ کمال قوّهٔ متخیله می‌نویسد:
کمال قوّهٔ متخیله این است که آن قدر نیرومند گردد که در بیداری عالم غیب را مشاهده کند پس در نتیجه صورتهای زیبا و صداهای خوش را در می‌یابد که این ادراک اگر به‌طور جزئی باشد در مقام هورقلیا است و گرنه از عوالم باطنی دیگر خواهد بود.
قوه متخیله به نظر ملاصدرا هم حائز اهمیت خاصی می‌باشد از آنجا که تجلی گاه صفت خلاقیت خداوند است و می‌تواند صور مختلفه را در ذهن خلق کند، لکن نیروی متخیله فقط قادر به ایجاد صور ذهنی است در حالی که خالق عالم، ماهیات را وجود عینی و خارجی عطا می‌نماید. نفس منزه انبیاء و اولیاء و عرفا نیز که مظهر عالم ربوبیت و خلیفه خالق جهان است، به آن حد کمال و فعلیت رسیده و از کدورت و ظلمت ماده تا آن درجه منزه گردیده که می‌تواند به همت خود صوری را که قوه مخیله در ذهن خلق نموده، وجود عینی بخشیده و نیروی خلاقیت نفس کامل تا آن حد است که می‌تواند شرائط خارجی را مطابق وضع درونی خود سازد.